# 唐檀
唐檀（？—？），字子产，豫章南昌人。汉安、顺二帝时期著名方士，年少时入太学，研习《京氏易》、《颜氏春秋》，爱好灾异星占之术，永建五年（130）举孝廉，除中郎，后因对朝政不满辞官归家，不再致仕。著有《唐子》二十八篇。 

## 延伸阅读
[在维基数据编辑]
 《後漢書/卷82下》，出自范晔《後漢書》